# 大錦大五郎
大錦 大五郎（おおにしき だいごろう、1883年3月22日 - 1943年5月16日）は、愛知県海部郡鍋田村稲元（現：愛知県弥富市稲元）出身の大相撲力士（京都相撲・大坂相撲）。第28代横綱。本名は鳥井 大五郎（とりい だいごろう）。

## 来歴
1883年3月22日に愛知県海部郡鍋田村稲元（現：愛知県弥富市稲元）で大工だった山田松次郎の次男として生まれた。誕生日は3月22日とされているが、3月20日・7月22日など諸説ある。幼少期から怪力で、地元の子供相撲でも年上の子供を相手にしても負けなかったため、「稲元の金太郎」という異名を取った。父の元で修業の後に京都で車大工の職人となったが、体格と怪力を見込まれ、その評判を聞きつけた力士の勧めで、1898年に伊呂波部屋（京都相撲）へ入門した。
1903年1月に陣幕部屋（大坂相撲）へ移籍するとすぐ頭角を現したが、陣幕の急死によって朝日山部屋へ移籍した。破竹の勢いで十両を僅か1場所で通過し、1906年2月場所で新入幕を果たす。ところが、大錦のあまりにも早い出世に他の部屋から苦情が相次いだため、同場所は前頭ではなく「十両筆頭格」として出場させた。それでも快進撃は留まらず、1907年6月場所で小結、1908年1月場所で関脇、1910年6月場所後には大関に昇進、これ以降在位9年・14場所を務めた。ちょうどこの頃に常陸山谷右エ門から東京相撲へ勧誘されたが、朝日山（岩ヶ谷岩松）に深く恩義を感じていたために断ったという。その朝日山が1916年に亡くなると、遺言通りに同年6月場所から1917年6月場所までの一年間・3場所を「朝日山」の四股名で出場し、二枚鑑札で襲名したが、先代の一周忌が過ぎた1918年1月に、同部屋に所属していた二瀬川に「朝日山」の四股名を譲り、「小錦よりスケールを大きく」という意味で「大錦」に復名した。
1918年5月場所にて、35歳にして吉田司家から横綱免許の授与が決まり、第28代横綱へ昇進した。大坂相撲では三人目の横綱として5年・8場所に渡って土俵を務め、1922年1月場所を最後に現役を引退した。引退後は一代頭取（年寄）・大錦を襲名した後に廃業し、曾根崎新地で茶屋「京糸」を経営した。1943年に亡くなる直前に還暦を迎えたが還暦土俵入りは行われず、還暦横綱の象徴である赤い綱を作られたかも不明である。
弥富市歴史民俗資料館に、大錦の肖像画と実際に使用していた大うちわが展示されている。また、出身地である弥富市稲元の彦九田神社には、大錦が寄進した燈籠が現在も残っている。

## 人物
左四つを得意の型に持ち投げや吊りを得意としたが攻め手の早さに乏しく、東京相撲との合併興行では東京の横綱・大関に全く歯が立たなかったといい、三役クラスにも分が悪かった。これにより、識者の間では歴代横綱の中で最弱との評価がされることもある。ただし、吉田司家の吉田追風をして「方屋（土俵）に上がって立った瞬間の品位は満点」と言わしめたとされ、実力以上に人格、品格の面を見込まれて横綱を免許されたと思われる。当時風紀の乱れていた大阪力士では珍しく、博打もやらず品行方正であったという。
大正時代のある時、ハワイへ海外公演に出かけ、相撲普及を行っていた。
横綱昇進後の不調は山陰地方での巡業の際に生イカを食べ、食中毒にかかり腰の粘りを失ったという説がある。

### 「大錦」同士の対戦
本場所では一度も機会が無かったが、東京相撲との合併興行では同じ「大錦」を名乗る大錦卯一郎と対戦している。1916年10月31日から大阪新世界で行われた晴天10日間の「東西合併大相撲」の6日目に対戦したが、大五郎の方は当時「朝日山」を名乗っていた。取組は、大錦が土俵際で朝日山の左下手投げをこらえてからの右小手投げで勝利した。1919年9月12日から10日間開催された大阪国技館落成記念「東西合併大相撲」でも千秋楽に対戦が組まれたが、この時は朝日山が「大錦」に戻っていたため、大錦大五郎と東方の大錦卯一郎、それぞれが「大錦」を名乗る者同士での対戦となった。この時は卯一郎が吊り出しで勝利した。
「大錦」の四股名を襲名したのは大五郎の方が先であるが、卯一郎の方は「故郷である大阪に錦を飾れ」との意味を込めて「大錦」としたが、この時点で既に大錦大五郎が存在しているのを承知で名付けたため、大五郎は不快感を持っていたと伝わる。

## 主な成績
- 幕内通算成績（大坂）：162勝50敗15分10預73休　勝率.764（30場所）
- 優勝相当成績（大坂）：6回

### 場所別成績
大坂相撲の本場所における十両昇進以降の成績を示す。
| 1905年 （明治38年） | x                        | 東十両10枚目 7–0 1分2預 |
| 1906年 （明治39年） | 東前頭8枚目 5–2–1 1分1預 | 東前頭5枚目 4–1–5       |
| 1907年 （明治40年） | 西前頭筆頭 5–2–1 2預     | 西小結 6–3–1            |
| 1908年 （明治41年） | 西関脇 6–3–1             | 西関脇 7–1–1 1預        |
| 1909年 （明治42年） | 西関脇 5–3–2             | 西関脇 7–1–2            |
| 1910年 （明治43年） | 西関脇 3–1–3 1分2預      | 西大関 5–3–1 1分        |
| 1911年 （明治44年） | 西大関 2–3–4 1分         | 西大関 8–1–1            |
| 1912年 （明治45年） | 西大関 7–1–1 1分         | x                       |
| 1913年 （大正2年） | 西大関 7–2–1             | 西大関 7–2 1分          |
| 1914年 （大正3年） | 西大関 6–1–3             | 西大関 8–0–1 1分        |
| 1915年 （大正4年） | 東大関 6–2–2             | x                       |
| 1916年 （大正5年） | 東大関 8–0–2             | 東大関 5–3–2            |
| 1917年 （大正6年） | 東大関 8–0 2預           | 東大関 7–1 1分1預       |
| 1918年 （大正7年） | 西大関 8–1 1預           | 東横綱 2–4–3 1分        |
| 1919年 （大正8年） | 西横綱 1–2–8             | 西横綱 6–2 2分          |
| 1920年 （大正9年） | 西横綱 1–1–8             | 東横綱 4–3 2分1預       |
| 1921年 （大正10年） | 東横綱 0–0–10            | 東横綱 4–0–5 1分        |
| 1922年 （大正11年） | 西横綱 引退 3–2–4 1分    | x                       |
| 各欄の数字は、「勝ち-負け-休場」を示す。 優勝 引退 休場 十両 幕下 三賞：敢=敢闘賞、殊=殊勲賞、技=技能賞 その他：★=金星 番付階級：幕内 - 十両 - 幕下 - 三段目 - 序二段 - 序ノ口 幕内序列：横綱 - 大関 - 関脇 - 小結 - 前頭（「#数字」は各位内の序列） |                          |                         |